# NOPA
NOPA A/S, egentlig Nordisk Parfumerivarefabrik, er en dansk virksomhed, der producerer rengøringsmidler, vaskemidler samt personlig pleje. 
Virksomheden blev grundlagt i Randers i 1964 af Niels Thostrup, og havde i mange år såvel hovedsæde som produktionsfaciiliteter på Mariagervej, men er siden flyttet til Hobro. NOPA specialiserer sig i produktion af såkaldte private labels og er markedsledende på dette felt i Norden. Blandt kunderne er Dansk Supermarked. NOPA markedsfører dog også enkelte produkter under eget navn. 
Aktiemajoriteteten i virksomheden ejes i dag af Finn Thostrup, der er søn af Niels Thostrup. 
Bestyrelsen består af: Steen Bødtker (formand), Finn Thostrup og Anders Thostrup.